# مگاسین
مگاسین (انگلیسی: Magasin du Nord) شرکت خرده‌فروشی دانمارکی است، که در سال ۱۸۶۸ تأسیس شد.